# Gaspard Fritz
Gaspard Fritz   (Ginebra, 18 de febrer de 1716 - Ginebra, 23 de març de 1783) fou un violinista i compositor de Ginebra.
Gaspard Fritz era fill del professor de violí Philippe Fritz de Celle i de Jeanne Guibordanche. El 1737 es casà amb Charlotte Foix, filla de Jacob Foix. Va estudiar amb Giovanni Battista Somis a Torí. Des de 1737 fins a la seva mort, Fritz va treballar com a violinista i professor de música a Ginebra. El 1756 va fer un viatge a París, on va interpretar les seves pròpies sonates i un concert de violí amb el "Concert Spirituel" els dies 1, 9 i 18 d'abril. Gràcies al pas de fills aristocràtics anglesos, va ser especialment valorat a Anglaterra. Fritz va tocar davant de Voltaire el 1759 i davant l'historiador musical Charles Burney el 1770, que va lloar l'arc de Fritz.
Fritz va compondre principalment quatre sonates de moviment per a violí solista o per a dos instruments de corda i baix general d'estil italià barroc tardà. Fritz va tornar després a la simfonia; en les seves simfonies es va mostrar com un representant primerenc de l'estil galant, als moviments ràpids s'hi afegeixen 2 corns i 2 flautes. Aquests treballs mostren paral·lelisme a l'escola Mannheim.

## Obres (selecció)
- Concerto a 5, Violino pricipale, 2 Violini, Viola, Basso (cap al 1740)
- Op. 1: Be Sonata a four Stromenti (Walsh, Londres, 1742; Le Clerc / Boivin, París)
- Op. 2: VI Sonata a Violino o Flauto travessera en solitari amb Basso
- Op. 3: Be Sonata a Violino solo e Basso (Le Clerc / Boivin, París, cap al 1755)
- Op. 4: Be Sonata a due Violini e Basso
- Op. 6: Ser una simfonia un instrument piu (cap al 1770)
- 1 concert per a clavicèmbal (es va perdre), esmentat a la "Feuille d'Avis de Genève" el 1774

## Discografia
- MH CD 90.2: "Compositors suïssos II". Sibylle Tschopp (violí); Mirjam Tschopp (violí); Isabel Tschopp (piano). Publicat per Suïssa Radio Internacional / Musica Helvetica .
- 6 sonates per a flauta i basso continu op. 2, Anna-Katharina Graf, flauta travessera, Susanne Baltensperber, clavicèmbal, Jecklin + Co. AG, Zuric 1992
- Sonates de violí (1756), Plamena Nikitassova (violí), Maya Amrein (violoncel), Jörg-Andreas Bötticher (clavicèmbal), panclàssics 2014